# Кваре (Верчели)
Кваре је насеље у Италији у округу Верчели, региону Пијемонт.
Према процени из 2011. у насељу је живело 50 становника. Насеље се налази на надморској висини од 788 м.